# Marcelino Marcos Líndez
Marcelino Marcos Líndez (Oviedo, 18 de abril de 1968) es un político español y militante de la Federación Socialista Asturiana (FSA-PSOE).
Trabajador en el servicio fiscal regional, fue alcalde de Tineo desde 2003 hasta su dimisión en 2012 para dedicarse de lleno a su mandato como diputado a la Junta General del Principado de Asturias. Primer viceportavoz, fue ascendido a portavoz del grupo parlamentario socialista en junio de 2017. Fue elegido presidente de esta asamblea dos años después. Desde 2023 es consejero de Medio Rural y Política Agraria en el Segundo Gobierno Barbón.

## Biografía

### Formación y vida profesional
Marcelino Marcos es diplomado en Ciencias Empresariales por la Universidad de Oviedo. Trabajó para el Ente Público Servicios Tributarios del Principado de Asturias.

### Alcalde de Tineo
Afiliado al Partido Socialista Obrero Español desde 1991, se incorporó sin responsabilidad a la comisión ejecutiva regional de la Federación Socialista Asturiana (FSA-PSOE) durante el congreso de 2000 y hasta 2008. Durante las elecciones municipales de mayo de 2003, lidera la lista del partido en Tineo, concejo de 12.500 habitantes situado al oeste de la comunidad autónoma. Es el segundo partido más votado, por detrás del Partido Popular (PP), obteniendo un 31,88% de los votos y seis concejales, uno menos que los conservadores. Sin embargo, asumió la alcaldía del municipio el 14 de junio tras sumar mayoría absoluta en el pleno municipal tras el apoyo de los tres concejales obtenidos por el partido local Unidad Campesina de Tineo (UCT).
Candidato a la reelección en las elecciones municipales de mayo de 2007, obtuvo el 57,1% de los votos y 11 escaños en el pleno municipal, dos más que la mayoría absoluta. En abril de 2011, mostró su predisposición a crear un espacio cultural en la antigua casa abandonada de José Maldonado, alcalde del municipio entre 1931 y 1933 y último presidente de la Segunda República en el exilio entre 1970 y 1977. Dijo, sin embargo, que el contexto no es favorable porque "requiere tiempo y recursos que son difíciles de obtener". En mayo, consolidó su apoyo con el 62,71% de los votos y 12 concejales electos.
Bajo su mandato, hizo construir un complejo deportivo que incluía tres piscinas, una de las cuales era semiolímpica y el municipio recuperó archivos salvados de la destrucción por la asociación Conde de Campomanes con deliberaciones y padrones de nobleza de un período comprendido entre 1823 y 1838.
También se urbanizó la plaza del Ayuntamiento y la de las Campas con la construcción de un aparcamiento subterráneo. Construcciones como la senda de Tineo a El Crucero o la recuperación del Arenero para coto de pesca intensivo, junto actuaciones de urbanización en Tineo, Navelgas y Tuña, así como decenas de acondicionamientos de acceso a núcleos rurales, son fruto de su mandato, dando un impulso importante en la mejora de la calidad de vida de los tinetenses. 
Durante su tiempo como alcalde fue nombrado Vaqueiro de Honor en el año 2004, galardón concedido por el Festival Vaqueiro de la Vaqueirada de Ariestébano y ganó la Panoya de Oro 2008, concedida en el Esfoyón de Navelgas por la Asociación Culural “El Arbedeiro”. En 2012 obtuvo la Rueca de Tuña, concedido en el Festival de la Lana de Tuña por la Asociación de Mujeres “Cuarto de la Riera”. También en 2012 se desveló una placa honorífica en el Museo Vaqueiro de Naraval, concedida por la Asociación Cultural Manxelón y entregada con motivo de las XII Jornadas del Pan y las Natas Vaqueiras. A estos galardones se le suma el Premio a los Valores Humanos (2019), concedido por la peña madridista “Mazo del Suarón” de Vegadeo por su defensa del medio rural del occidente de Asturias.
Pupitre de Honor 2021 concedido por el Foro Comunicación y Escuela del IES. Luis y Elisa Villamil de Vegadeo.
Socio de honor concedido en el 2022 por la asociación de amigos del Camino de Santiago “el Acebo” de Cangas del Narcea. 

Su cargo cómo alcalde lo compaginó con la secretaría general de la agrupación de Tineo, cargó que ocupó entre 2005 y 2017.

### Diputado regional
Durante las elecciones autonómicas anticipadas del 25 de marzo de 2012 convocadas por el presidente Francisco Álvarez-Cascos tras el rechazo por parte de la Junta General del proyecto de presupuestos presentado por el ejecutivo regionalista, Marcelino Marcos se presenta en la segunda posición de la renovada lista de la expresidenta de la Junta, María Jesús Álvarez González en la circunscripción occidental de Asturias. Los tres escaños ganados por la FSA-PSOE en esa circunscripción le permiten entrar en la Junta General. Entonces optó por dimitir libremente del Ayuntamiento de Tineo donde propuso el nombre de su teniente alcalde José Ramón Feito para sucederle. Elegido portavoz adjunto del grupo parlamentario, está interesado en temas relacionados con el desarrollo rural y preside la Comisión de Economía y Empleo. También se incorpora, como miembro, al Consejo Regional de Desarrollo Agroalimentario.
Mantuvo su puesto en la candidatura que en esta ocasión lidera Elsa Pérez García para las elecciones autonómicas de mayo de 2015 y fue reelegido junto con otros dos compañeros de lista. Mantiene sus responsabilidades parlamentarias pero deja la presidencia de su comisión. Tras la elaboración de un informe sobre el ejercicio de 2008 por parte del Tribunal de Cuentas, un concejal de la formación Somos Tineo denunció los hechos ante la Fiscalía, que abrió una investigación en su contra por prevaricación en febrero de 2016. El Tribunal Superior de Justicia de Asturias (TSJA) ordenó el sobreseimiento libre de la causa en diciembre en la medida en que los hechos no constituían delito. Tras el nombramiento del portavoz parlamentario Fernando Lastra para el cargo de consejero de Infraestructuras, Ordenación del Territorio y Medio Ambiente del segundo gobierno de Javier Fernández en junio de 2017, la dirección de la FSA-PSOE nombra a Marcos como portavoz del Grupo Parlamentario Socialista y a Carmen Eva Pérez como portavoz adjunta.

### Presidente de la Junta General (2019-2023)
Lideró la lista en la circunscripción occidental durante las elecciones autonómicas de mayo de 2019 y obtuvo un 41,46% de los votos, lo que correspondió a cuatro de los seis escaños en juego. Marcelino Marcos es elegido por la dirección de la FSA-PSOE como su candidato a la presidencia del parlamento autonómico. Único candidato durante la sesión constitutiva de la XI legislatura el 24 de junio de 2019, fue elegido presidente de la Junta General del Principado de Asturias por mayoría absoluta de 26 votos, reuniendo los apoyos de los socialistas, Podemos e Izquierda Unida (IU). Los demás partidos políticos optaron por el voto en blanco. En su discurso de investidura, instó a los diputados a no erigirse cómo "portavoces de la ira, la protesta gratuita y la protesta egoísta" para evitar tensiones.

### Consejero del Principado (desde 2023)
Tras ser relecto diputado de la XII Legislatura en las elecciones autonómicas de mayo de 2023, no continuó siendo presidente de la Junta General. Le sustituyó Juan Cofiño. Fue nombrado por el presidente del Principado Adrián Barbón como consejero de Medio Rural y Política Agraria en el Segundo Gobierno Barbón.